# نيفركوزن

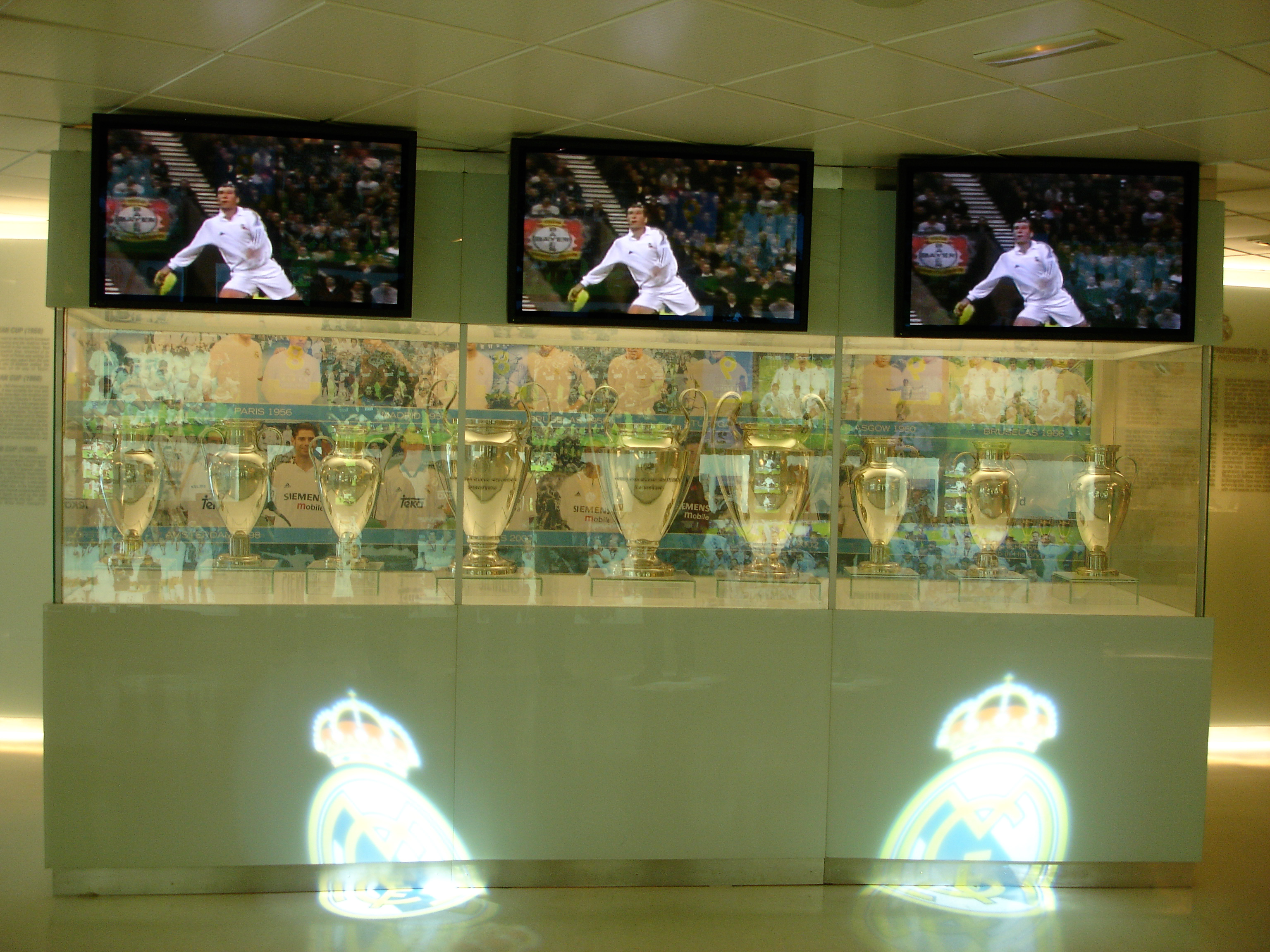
كؤوس كأس أوروبا ودوري أبطال أوروبا

نيفركوزن (بالإنكليزية: Neverkusen) أو فيتسيكوزن (بالألمانية: Vizekusen) هو لقب شائع في لغة كرة القدم والصحافة الرياضية الألمانية لفريق باير 04 ليفركوزن. اللقب إلتصق بالفريق عام 2000، عندما كان باير ليفركوزن فريق كبير، وعلي الرغم من ذلك، لم يحقق الفريق أي إنجاز أكثر من المركز الثاني في العديد من المسابقات الوطنية والدولية منذ عام 1993.

## الأصل
ساهمت النهائيات المتعددة التي وصل إليها النادي بدون لقب للنادي في موسم 2001-02 في إلصاق اللقب بالنادي. في ذلك موسم، تمكن ليفركوزن من المنافسة على المركز الأول في جميع المسابقات الثلاث (الدوري الالماني، كأس المانيا ودوري أبطال أوروبا)، لكن الفريق خسر البطولات الثلاثة في الأمتار الأخيرة من الموسم.
شركة باير، المالكة للفريق، سجلت نيفركوزن وفيتسيكوزن كعلامة تجارية، مما يدل على إستراتيجية تسويق باير الذكية في استخدام العناصر الساخرة.